# حد (منطق)
الحد قول دال على ماهية الشيء، يشتمل على ما به الاشتراك، وعلى ما به الامتياز. وهو حد تام إن تركب من الجنس والفصل القريبين، كتعريف الإنسان بالحيوان الناطق، وحد ناقص إن كان بالفصل القريب وحده، أو به وبالجنس البعيد، كتعريف الإنسان بالناطق أو بالجسم الناطق. ويطلقه المنطقيون على التعريف.

## في المنطق
يطلق الحد عند المنطقيين في باب التعريفات على ما يقابل الرسمي واللفظي وهو ما يكون بالذاتيات، وفي باب القياس على ما ينحل إليه مقدمة القياس كالموضوع والمحمول. لا بد في كل قياس حملي من مقدمتين تشتركان في حد ويسمى ذلك الحد حدا أوسط لتوسطه بين طرفي المطلوب وتنفرد إحدى المقدمتين بحد هو موضوع المطلوب، ويسمى أصغر لأن الموضوع في الأغلب أخص فيكون أقل أفرادا، فيكون أصغر، وتنفرد المقدمة الثانية بحد هو محمول المطلوب ويسمى أكبر لأنه في الأغلب أعم فيكون أكثر أفرادا. فما ينحل إليه مقدمة القياس كالموضوع والمحمول يسمى حدا لأنه طرف النسبة تشبيها له بالحد الذي هو في كتب الرياضيين. فكل قياس يشتمل على ثلاثة حدود الأصغر والأكبر والأوسط مثلا إذا قلنا كل إنسان حيوان وكل حيوان جسم فالمطلوب أي النتيجة الحاصلة منه كل إنسان جسم والإنسان حد أصغر والحيوان حد أوسط والجسم حد أكبر هذا. ثم إن هذه الاصطلاحات غير مختصة بالقياس الحملي.